# 韦恩·哈蒙德
韦恩·哈蒙德（英語：Wayne Hammond，1948年9月5日—），澳大利亚男子曲棍球运动员。他曾代表澳大利亚国家队参加1972年和1976年夏季奥林匹克运动会曲棍球比赛，其中1976年奥运会获得一枚银牌。